# ديندروبسوفوس
ديندروبسوفوس هو جنس او تصنيف من الضفادع في عائلة الشرغوفيات . هذا الجنس من الضفادع يعيش تحديدا في أمريكا الوسطى والجنوبية ، من جنوب المكسيك إلى شمال الأرجنتين وأوروغواي. يطلق على جنس ديندروبسوفوس أحيانًا اسم ضفادع الشجر الاستوائي الجديد فيتزينجر أو ضفادع الشجر الأصفر 